# Луговцов, Анатолий Степанович
Анатолий Степанович Луговцов — советский хозяйственный, государственный и политический деятель.

## Биография
Родился в 1921 году в местечке Черея. Член КПСС с 1948 года.
Участник Великой Отечественной войны, командир взвода, командир роты 15-го зенитно-пулемётного полка. С 1951 года — на хозяйственной, общественной и политической работе. В 1951—1985 гг. — инженер, руководитель группы, начальник технического отдела, главный инженер, директор Государственного ордена Трудового Красного Знамени проектно-изыскательского института «Метрогипротранс».
За разработку и внедрение технологии и проходческого оборудования для сооружения тоннелей различного назначения с монолитно-прессованной бетонной обделкой был в составе коллектива удостоен Государственной премии СССР в области техники 1973 года.
Умер в Москве в 1985 году.